# Alma Siedhoff-Buscher

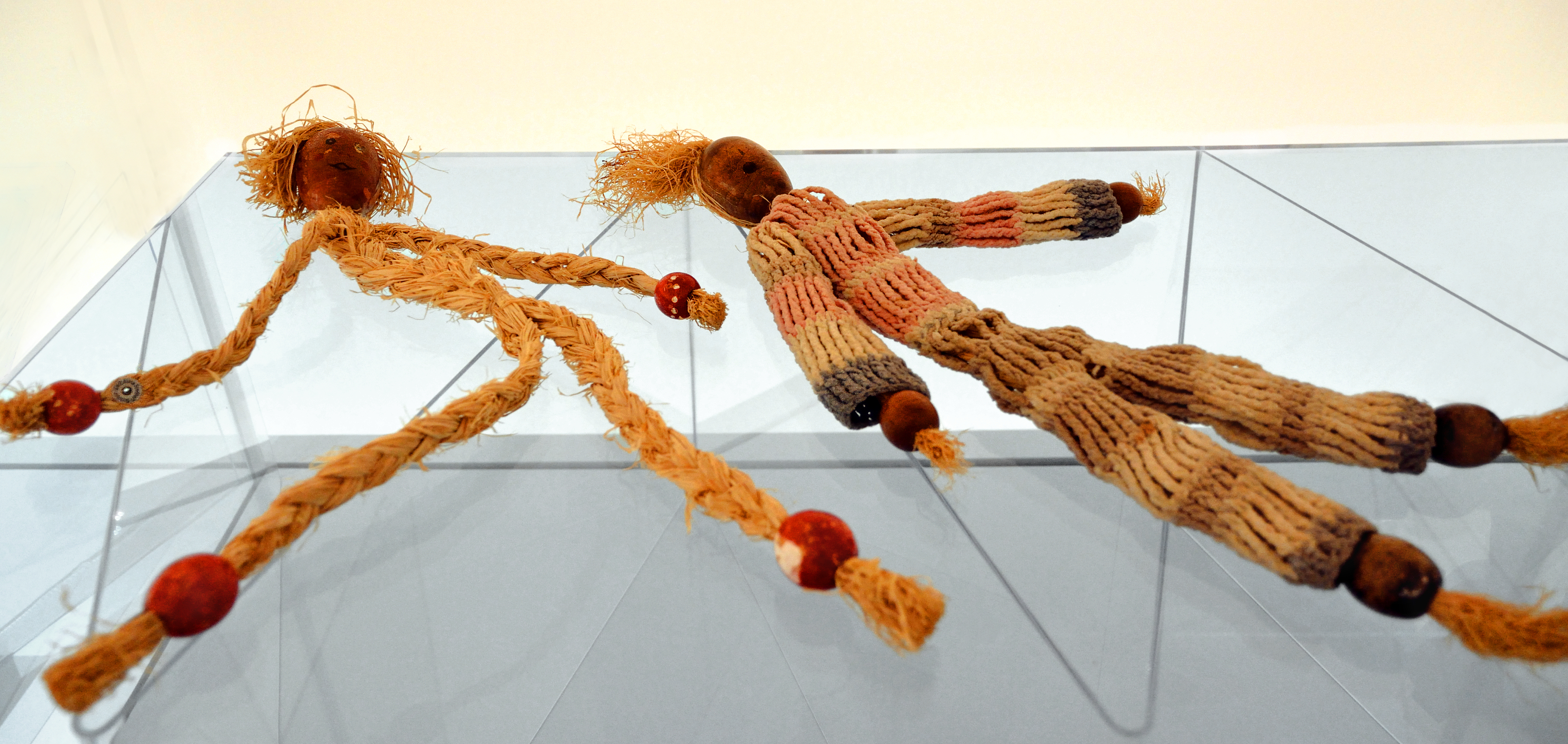
Wurfpuppen im Bauhaus-Museum

Alma Siedhoff-Buscher (geboren 4. Januar 1899 in Kreuztal bei Siegen; gestorben 25. September 1944 in Buchschlag bei Frankfurt am Main) war eine deutsche Designerin und Kunsthandwerkerin am Bauhaus in Weimar und Dessau.

## Leben

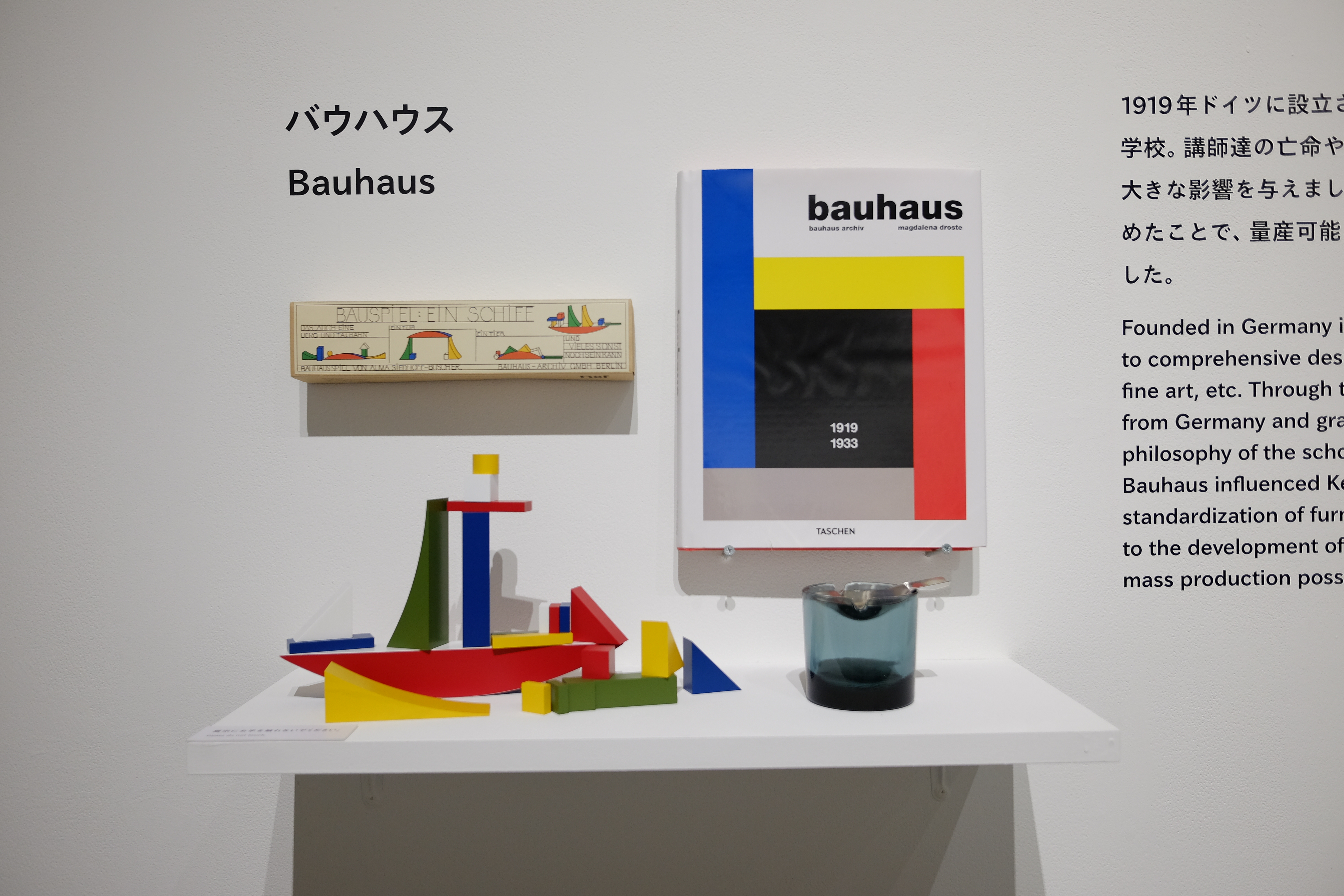
Schiffbauspiel von 1923, ausgestellt 2016 in Tokio

Alma Buscher besuchte das Berliner Margarethen-Lyzeum und die Elisabeth-Frauenschule. Ab 1917 studierte sie drei Jahre an der Reimann-Kunstschule und danach an der Unterrichtsanstalt des Kunstgewerbemuseums Berlin. Von 1922 bis 1925 studierte sie am Staatlichen Bauhaus in Weimar. Dort wurde sie von Georg Muche und Josef Hartwig in der Holzbildhauerei und von Paul Klee in der Formen- und Farbenlehre ausgebildet. Für das Musterhaus Am Horn zur Bauhaus-Ausstellung 1923 entwarf sie zusammen mit Erich Brendel das Kinderzimmer aus Funktionsmöbeln, die viel Aufsehen erregten. Zu ihren bekanntesten Arbeiten am Bauhaus zählen das Kleine Schiffbauspiel (1923), das aus 22 farbigen hölzernen Spielsteinen besteht, und das aus 39 Teilen bestehende Große Schiffbauspiel (1924). Für Kinder entwarf sie Wurfpuppen (1923), die Bastelbögen Kran und Segelboot (1927 im Otto Maier-Verlag Ravensburg veröffentlicht) und Malfibeln (1930).
Nach ihrem Aufenthalt in Weimar studierte und arbeitete Alma Buscher von 1926 bis 1927 am Bauhaus Dessau. Im Jahr 1926 heiratete sie den Schauspieler und Tänzer Werner Siedhoff. Im gleichen Jahr wurde ihr Sohn, der spätere Schauspieler Joost Siedhoff, und 1928 ihre Tochter Lore geboren. Walter Gropius weigerte sich, ihre Arbeit am Bauhaus nach der Geburt des ersten Kindes weiter zu unterstützen, weshalb sie 1927 das Bauhaus verließ und ihren Beruf als Designerin aufgab. Durch die wechselnden Engagements ihres Mannes zog das Paar mehrmals um. Sie lebten unter anderem ab 1933 in Drewitz bei Potsdam und ab 1942 in Frankfurt am Main. 
Alma Siedhoff-Buscher war in Frankfurt dienstverpflichtet worden, als Näherin in einem Unternehmen zu arbeiten, das Militärbekleidung herstellte. Wegen der vielen Bombenangriffe auf die Mainmetropole hatte der Unternehmer die Fabrikation in sein Wohnhaus in Dreieich-Buchschlag ausgelagert. Dorthin war Alma Siedhoff-Buscher am 25. September 1944 unterwegs, als alliierte Bomber bei einem Angriff auf Frankfurt auch Bomben über Buchschlag abwarfen. Auf dem Weg in den Schutzkeller wurde sie von der tödlichen Druckwelle erfasst.
Alma Siedhoff-Buscher wurde auf dem Friedhof in Buchschlag begraben; seit 2023 laufen Bemühungen, ihr Grab wiederherzustellen und zu pflegen. Außerdem wurde im Juni 2023 das Rondell am Bahnhof Buchschlag in „Alma-Siedhoff-Buscher-Platz“ benannt. (Lage). In München wurde 2018 im Stadtteil Moosach der „Alma-Siedhoff-Buscher-Weg“ nach ihr benannt.

## Ausstellungen (Auswahl)
- 1923: Kinderzimmer im Musterhaus Am Horn.
- 1997: Bützelspiel und Leiterstuhl. Entwürfe für Kinder von Alma Siedhoff-Buscher am Bauhaus in Weimar (Deutsches Schloss- und Beschlägemuseum in Velbert)
- 2004–2006: Alma Siedhoff-Buscher: Eine neue Welt für Kinder (2004–2005 Bauhaus-Museum Weimar, 2006 Bauhaus-Archiv in Berlin)
- 2021: Alma Siedhoff-Buscher – Tochter dieser Stadt, Kreuztal[5]
- 2023: Alma Siedhoff-Buscher – Vom Bauhaus bis Buchschlag, Stadtbücherei Dreieich[6]

## Film
- Alma Siedhoff-Buscher ist das Vorbild für die Protagonistin Lotte Brendel im Film Lotte am Bauhaus.[7]
- Alma Siedhoff-Buschers Leben und Wirken ist auch Gegenstand des Dokumentarfilms Bauhausfrauen von 2019.[8] Der Film lief erstmals am 14. Februar 2019 im Anschluss an Lotte am Bauhaus.[9]